# Pseudopleuronectes americanus
La sogliola invernale (Pseudopleuronectes americanus), nota anche come limanda rossa, è un pesce piatto marino appartenente alla famiglia dei Pleuronectidi.

## Descrizione
La sogliola invernale presenta un corpo ovaloide, compresso lateralmente, con entrambi gli occhi situati sul lato destro del corpo, caratteristica tipica dei pesci piatti "destrorsi". La colorazione del lato oculare varia dal marrone rossastro all'olivastro scuro, spesso con macchie o marmorizzazioni, mentre il lato cieco è generalmente bianco. La bocca è piccola e non raggiunge l'occhio. La lunghezza media è di circa 27,4 cm, ma può raggiungere fino a 64 cm e un peso massimo di 3,6 kg.

## Distribuzione e habitat
Questa specie è diffusa lungo la costa atlantica occidentale del Nord America, dal Labrador in Canada fino alla Georgia negli Stati Uniti, sebbene sia meno comune a sud della baia di Delaware. Abita fondali sabbiosi o fangosi, sia in acque costiere poco profonde che in aree più profonde al largo, fino a 143 metri di profondità. Durante l'inverno, tende a migrare verso acque più costiere per la riproduzione, mentre in estate si sposta verso acque più profonde.

## Alimentazione
La dieta della sogliola invernale varia con l'età. Le larve si nutrono di naupli, copepodi e uova di invertebrati. Man mano che crescono, gli individui giovani e adulti si alimentano principalmente di organismi bentonici, tra cui crostacei (come gamberetti e anfipodi), policheti, molluschi bivalvi, echinodermi e piccoli pesci. Sono predatori opportunisti che cacciano principalmente durante il giorno, utilizzando la vista per individuare le prede.

## Valore come alimento
La sogliola invernale è apprezzata per la sua carne bianca e delicata, rendendola una specie di interesse sia per la pesca commerciale che ricreativa. Negli Stati Uniti, è gestita come una risorsa sostenibile, con regolamentazioni che ne assicurano una raccolta responsabile. Tuttavia, le popolazioni hanno subito declini a causa di fattori come la pesca eccessiva e la degradazione dell'habitat, portando a misure di gestione più rigorose per favorirne il recupero.

## Sogliola invernale
La sogliola invernale è una delle cinque specie del genere Pseudopleuronectes, ed è l'unica presente nell'Oceano Atlantico nordoccidentale.
È conosciuta con vari nomi comuni, tra cui "blackback", "Georges Bank flounder", "lemon sole" e "rough flounder".